# Goshen (Vermont)
Goshen város az USA Vermont államában, Addison megyében. Lakosainak száma 172 fő (2020. április 1.).

## Népesség
A település népességének változása:
| Lakosok száma | 4    | 290  | 486  | 330  | 286  | 131  | 94   | 120  | 227  | 172  |
|               | 1800 | 1820 | 1850 | 1870 | 1900 | 1920 | 1950 | 1970 | 2000 | 2020 |